# Magesh Chandran Panchanathan
Magesh Chandran Panchanathan (nascut el 10 d'agost de 1983 a Madurai), és un jugador d'escacs indi, que té el títol de Gran Mestre des de 2006.
A la llista d'Elo de la FIDE del gener de 2022, hi tenia un Elo de 2474 punts, cosa que en feia el jugador número 56 (en actiu) de l'Índia. El seu màxim Elo va ser de 2586 punts, a la llista de setembre de 2011 (posició 284 al rànquing mundial).
|  |

## Resultats destacats en competició
El 2003 va guanyar el Campionat d'Àsia Júnior a Sri Lanka. L'agost del 2004 fou campió de l'Obert Ciutat de Badalona amb 7½ punts de 9. El 2005, empatà al primer lloc amb Magesh Chandran Panchanathan al 33è World Open, celebrat a Filadèlfia durant el cap de setmana del Dia de la Independència. El mateix any fou primer al Torneig de GMs de Richardson (Texas).
El 2007 empatà als llocs 1r-8è amb Darmén Sadvakàssov, Alexander Shabalov, Varuzhan Akobian, Hikaru Nakamura, Victor Mikhalevski, Zviad Izoria i Justin Sarkar a l'Obert de Miami. El 2008 empatà als llocs 3r–6è amb Nguyen Anh Dung, Sadikin Irwanto i Susanto Megaranto a l'Obert de Kuala Lumpur.
El 2009 empatà als llocs 1r–4t amb Oleksandr Aresxenko, Humpy Koneru i Ievgueni Miroixnitxenko a la Mumbai Mayor Cup. El 2010 empatà als llocs 3r–6è amb Volodímir Malaniuk, David Smerdon i Saptarshi Roy Chowdhury a la Doeberl Cup a Canberra. El 2011 empatà als llocs 2n–4t amb Tigran L. Petrossian i Abhijeet Gupta al 3r Orissa International GM Open. L'agost del mateix any, guanyà l'XXXVII Open Internacional d'Escacs "Ciutat de Badalona"

## Partides notables
La següent partida és extreta d'un article de Lubomir Kavalek a The Washington Post d'11 de juliol de 2005:
L'empat al primer lloc al fort World Open fou el millor resultat de la carrera de Panchanathan fins al moment. Va poder jugar de forma aguda, contra el Mestre local de Virgínia Stanley Fink Jr., en una línia poc clara de l'obertura Trompowsky.
Fink-Panchanathan
1.d4 Cf6 2.Ag5 Ce4 3.Ah4 (Aquesta vella línia de l'obertura Trompowsky va ser revitalitzada pel GM valencià Juan Bellón López.) 3...g5!? (Dirigint-se cap a una posició de doble tall. Les negres poden evitar-la amb la sòlida 3...d5.) 4.f3 gxh4 5.fxe4 c5 6.e3 Ah6 (Les blanques no tenen oposició per aquest fort alfil.) 7.Cd2!? (El descobriment de Bellón. Anteriorment havia triat 7.d5 i només després de 7...Axe3 8.Cd2. Una altra possibilitat prometedora és 7.Ac4. Protegit el peó d'e3 amb 7.Rf2 es podria trobar amb 7...d5!) 7...Axe3 8.Cgf3?! (Permetent que les negres regnin sobre les caselles negres. En Bellón prefereix tancar la posició amb 8.d5.) 8...cxd4 9.Cc4 Cc6 10.c3 (Ara 10.Cxe3 dxe3 11.De2 Db6 12.0-0-0 d6 és millor per les negres.) 10...d6 11.cxd4 Af4 12.d5 (Concedint les caselles negres, però mantenir el centre era difícil. La posició blanca col·lapsa ràpidament després de 12.Cxh4 d5! 13.exd5 Dxd5 14.Cf3 Ag4.) 12...Ce5 13.Ccxe5? (Les blanques no semblen haver previst la següent jugada, ja que en cas contrari haurien hagut de jugar 13.Cfxe5 dxe5 14.Db3.) 13...Da5+! 14.Cd2 dxe5 15.a3 (Perdent més temps en un intent de sortir de la trampa negra.) 15...Ad7 16.b4 Db6 17.Cc4 Dg6 18.Ae2? (Un error, però les blanques tenien dificultats igualment després de 18.Df3 Tc8!, per exemple 19.Ae2 h5! 20.h3 Ag3+ 21.Rf1 f5.) 18...Axh2!? (Guanyant un peó immediatament, però era fins i tot més forta 18...b5!, per exemple 19.Cb2 Dxg2 20.Tf1 Axh2; o 19.Ca5 Dxg2 20.Af3 Db2 i les negres han de guanyar.) 19.Af3 (Si 19.Txh2 Dg3+ guanya la torre.) 19...Ag3+ 20.Re2 Tc8 21.Tc1 Ab5 22.Db3 Da6 (La clavada, conjuntament amb el domini de les caselles negres, decideix la partida; per exemple: 23.Rd3 Db6 24.Db2 Af2 amenaçant 25...De3+.) Les blanques abandonen.